# Eumecynostomum luridum
Eumecynostomum luridum är en plattmaskart som beskrevs av Eugene N. Kozloff 2000. Eumecynostomum luridum ingår i släktet Eumecynostomum och familjen Mecynostomidae. Inga underarter finns listade i Catalogue of Life.